# Stephen O'Rahilly
Stephen Patrick O'Rahilly MD,FRS (1 de abril de 1958) é um médico irlandês-britânico, conhecido por suas pesquisas sobre a patogênese molecular da obesidade humana, resistência à insulina e desordens metabólicas e endócrinas relacionadas.

## Prêmios e honrarias
O'Rahilly foi eleito membro da Academy of Medical Sciences em 1999, e da membro da Royal Society em 2003. Rahilly tornou-se associado estrangeiro da Academia Nacional de Ciências dos Estados Unidos em 2011. Recebeu o Prêmio Heinrich Wieland de 2002, o Prêmio Saúde InBev-Baillet Latour de 2010, o Prêmio Debrecen de Medicina Molecular de 2014 e o Prêmio Zülch de 2014.
Recebeu o título de Cavaleiro Celibatário em 2013 por serviços à pesquisa médica.